# Three Gays of the Condo
Three Gays of the Condo, llamado Los tres gais del bloque en España y Tres gays en un condominio en Hispanoamérica, es un episodio perteneciente a la decimocuarta temporada de la serie animada Los Simpson, emitido originalmente el 13 de abril de 2003. El episodio fue escrito por Matt Warburton y dirigido por Mark Kirkland. Este episodio ganó el premio Emmy de 2003 al "Mejor programa de animación (De menos de una hora)".

## Sinopsis
Todo comienza cuando Marge propone hacer un rompecabezas gigante como la "actividad familiar de los miércoles". La familia se toma el trabajo muy en serio, y, lentamente, logran completar el enorme rompecabezas. 
Cuando lo tienen hecho, los Simpson admiran el rompecabezas, pero Ned Flanders observa que falta una pieza. Toda la familia comienza a buscarla, y Homer decide probar suerte en el armario de su habitación. Allí, encuentra una caja titulada "Los recuerdos de Marge", la cual contenía, entre otras cosas, una invitación a la Gran Inauguración de la taberna de Moe. Homer, leyendo lo escrito en el reverso de la invitación, descubre que Marge se sentía mal al sentarse sola en la taberna mientras que Homer jugaba a los videojuegos y se emborrachaba estúpidamente. Cuando Homer, más tarde en ese día, había sufrido envenenamiento por alcohol, Marge se había puesto aún más furiosa. En el presente, Homer se pregunta por qué Marge había seguido con él todo ese tiempo, y descubre que dos días después del envenenamiento por alcohol, Marge había descubierto que estaba embarazada. En ese momento, Marge entra en la habitación, habiendo encontrado la pieza del rompecabezas (que estaba bajo un párpado de Maggie), y le pregunta a Homer por qué estaba triste. Él la enfrenta con la nota, y ella le dice que ese día estaba muy enojada, pero que lo amaba pese a todos sus errores. Enojado, se niega a dormir con ella, y se retira a llorar a la cama de Bart. 
A la mañana siguiente, Homer se enoja aún más con Marge, por lo que se va a un apartamento de solteros a vivir con Kirk, el padre de Milhouse. Sin embargo, luego de escuchar hablar a Kirk, Homer decide volver a su casa, hasta que encuentra un aviso en un periódico, ofreciendo una cómoda habitación con vista al río. Homer, sin saberlo, va al barrio gay de Springfield. Allí conoce a sus nuevos compañeros de apartamento: dos gays llamados Grady y Julio. Los tres se hacen buenos amigos y van de compras. Más tarde, Homer visita a Marge, pero el reencuentro termina distanciándolos aún más. Esa noche, en el bar gay local, Homer le dice a Grady y a Julio que la posibilidad de reconciliarse con Marge era baja. 
Al día siguiente, Homer oye un sonido afuera de su nuevo apartamento. Desde el balcón, ve a Marge y a los niños, quienes habían traído a "Weird Al" Yankovic y a su banda, quienes tocan una canción llamada "Homer y Marge". La canción trata de decirle a Homer que Marge lo ama, y, luego, ella le pide a su esposo que salgan en una cita, lo cual él acepta. Esa noche, Homer se pone nervioso al prepararse para la cita, por lo que sus compañeros de apartamento le traen una jarra de margarita, la cual suena como "Marge", por lo que Homer lo toma como una señal y decide beber. Mientras tanto, en un restaurante de estilo medieval, Marge, ansiosa, espera a Homer. Julio le recuerda a Homer sobre su cita, y este corre a encontrarse con Marge, ebrio. Marge, enojada por el estado de su esposo, se va. En el apartamento, Grady trata de consolar a Homer y lo besa. El segundo escapa por la ventana en dirección a la taberna de Moe. Allí se desconcierta y deduce que el alcohol era la causa de todos sus problemas maritales. Moe escucha sus lamentos y, preocupado por perder a su mejor cliente, lo emborracha a la fuerza. Homer sufre nuevamente de envenenamiento etílico y Moe lo lleva al hospital en una carretilla. 
Cuando Homer queda sobrio, le dice al Dr. Hibbert que, seguramente, Marge lo odiaba. Sin embargo, Hibbert le muestra una cinta de video (la cual había grabado porque sospechaba que la enfermera se robaba las esponjas), en donde estaba grabada la primera intoxicación por alcohol de Homer, del día de la Inauguración de la taberna de Moe. En la cinta, se ve a Marge, compasiva por el estado de Homer, y diciéndole que lo ama. De vuelta en el presente, Marge entra en la habitación de Homer y le dice que todavía lo ama. Luego, ambos se besan. 
Años más tarde, el Dr. Hibbert, mucho más anciano, se sienta, solitario en su sala de estar, mirando las cintas de sus pacientes. Cuando ve a Marge y a Homer besándose, ve también que su enfermera, en efecto, robaba esponjas.